# Mosonmagyaróvár turizmusa
Mosonmagaróvár turizmusának fejlesztésére irányuló tudatos tevékenység nagyjából az 1920-as évekig vezethető vissza. E törekvés okozója, hogy a város, amely addig az „ezeréves Moson megye” központja volt, számos közhivatallal, iskolával és ipari üzemmel, a trianoni békeszerződés következtében elvesztette megyeszékhely jellegét.

## Története
A megye nagyobbik és gazdagabbik felét Ausztriához illetve Csehszlovákiához csatolták, s a Magyarországon maradó kis rész pedig Győr megyéhez került. Az esemény a város forgalmának teljes megbénulásához vezetett, mert korábban jelentős volt a kereskedelem, főleg a gabona- és a marhavásárok, és az élénk ipar. A változások a lakosság anyagi létfeltételeinek hirtelen romlását okozták, s a város vezetősége polgárai védelmének érdekében komoly erőfeszítésekbe kezdett. Fejlesztették a villanyhálózatot, csatornákat építettek, parkosítottak, autóbuszüzemet létesítettek,… Egy 1932-ben Magyaróvárról készült útikönyv már az idelátogatók számára fontos létesítményekről; szállodákról, kávéházakról, mozgófényképszínházról tudósít. 1939-ben egyesül az iparosodott Magyaróvár és a gazdag nagyközség Moson. Mosonmagyaróváron megkezdődött a helybéliek számára a jobb életkörülmények kialakítása, az idegeneknek pedig a város vonzóvá tétele.
Mára a turizmus meghatározó szerepet tölt be a város gazdaságában, a foglalkoztatásban. A szolgáltató szektor szerepe jóval túlnőtt a várost korábban jellemző ipari tevékenységen.
Mosonmagyaróvár turizmusát számos tényező befolyásolja. Ide tartoznak a földrajzi fekvésből adódó kedvező feltételek, a kiváló minőségű gyógyvíz, és a mesterségesen, idegenforgalmi vagy egyéb céllal létrehozott attrakciók. A város idegenforgalmának, turisztikai kínálatának elemzése azonban nem lenne teljes a régió településeinek és tájegységeinek számbavétele nélkül. Mosonmagyaróvár turizmusát lehet ugyan önmagában vizsgálni, de nem érdemes. Ennek oka, hogy a város körül elhelyezkedő Hanság, mely a Fertő–Hanság Nemzeti Park, a Szigetköz és a Lajta – völgye komoly vonzerőt jelentenek, s az ősi, régi kultúrák, a vízivilággal való együttélés teremtette sajátos életforma máig élő nyomai is mind fellelhetőek.

## Vonzerők
A turisták számára egyaránt vonzerőt jelenthet a Szigetköz páratlan vízivilága, a hansági láposok és mocsarak, a Duna-, Lajta- partját és a holtágakat kísérő galériaerdők, a termálvizekben való gazdagság és a kultúrtörténeti emlékek. Ez utóbbiak közül említésre méltó, hogy Mosonmagyaróvár egyike Magyarország 16 történelmi városának. Évezredes története, a hangulatos műemléképületek, középkori utcahálózata és városképe alapján kapta e „rangot”.
A kínálat integrált tervezésére azért van tehát szükség, mert a látnivalók együttesen jelentenek akkora csábítást, hogy külföldről vagy az ország másik feléről útra keljenek a turisták és nálunk töltsék a szabadságukat. Ezen tényezők a turizmus különböző típusainak kialakulását, megerősödését biztosítják a városban és a térségben, Ide sorolható az egészségturizmus, átutazó-, kerékpáros- és vízi turizmus, lovaglás, horgászat, falusi turizmus.

### Egészségturizmus
Mosonmagyaróváron 1966 óta van termálfürdő, az utóbbi években lemaradt a nyugat-dunántúli fürdőfejlesztésektől, de visszatérő vendégei elsősorban Ausztriából, Németországból és Szlovákiából érkeznek. A termálfürdő mellett 1999 óta működik a gyógyászati központ és megépült a háromcsillagos Thermal Hotel Mosonmagyaróvár.
A termálvíz vegyi összetételénél fogva Európa legjobb hatású gyógyvizei közé tartozik. Sok oldott sót tartalmazó alkáli – hidrogénkarbonátos és kloridos hévíz, ami jól alkalmazható mozgásszervi, gyomor- és bél, valamint légzőszervi megbetegedések kezelésére. A gyógyvendégek 2-3 hetet töltenek a városban, akik a gyógykúra mellett több programajánlat közül is válogathatnak:  városnézés, kirándulások a Szigetközben, sétahajókázás a Mosoni-Dunán, sétakocsikázás, budapesti, győri és soproni városnéző túrák, valamint szomszédolás Bécsbe vagy Pozsonyba.

### Átutazó turizmus
Az M1-es autópálya Hegyeshalom és Győr közötti szakaszának megépülése óta csökkent a városon áthaladó tranzit forgalom és az ezzel kapcsolatos szállás igény. Nőtt viszont a hegyeshalmi átkelőhely közelében lévő szállodák foglaltsága.
Az bevásárló turizmus is jelentősen csökkent, az árak kiegyenlítődése miatt. Változatlan a szolgáltatások (fogorvos, szépségszalon, optika) iránti érdeklődés. A fogorvosok külön szolgáltatásokkal csábítják a vendégeket, pl.: taxit küldenek a határ közeli településeken lakó vendégekért. Számos fogászat szerződésben áll az egyik legnagyobb mosonmagyaróvári taxitársasággal.

### Kerékpáros turizmus
Térségünkön halad át a Duna-menti kerékpárút, mely Passautól Budapestig halad a Duna mellett. A két határ és Mosonmagyaróvár között, valamint a Szigetközben egy 8 kilométeres szakaszon még nincs kiépített kerékpárút. Nagy gond, hogy a határ osztrák oldalán megépített kerékpárutakhoz magyar oldalon nincs csatlakozás (Albertkázmérpuszta, Jánossomorja). A Szigetközben és Hanságban a kis forgalmú utak vannak ajánlott kerékpárútnak kijelőlve. Az utóbbi években a belföldi turisták körében is népszerűvé vált a kerékpározás. A kerékpárutak mellett kerékpárbarát szálláshelyek létesültek, fedett kerékpártárolókkal. A városban és a térségben kerékpárkölcsönzés és szerviz is található.

### Víziturizmus
Mosonmagyaróváron keresztül – kasul kanyarog a Lajta folyó, amely a városban folyik bele a Mosoni-Dunába. A két folyó turistát és itt lakót egyaránt gyönyörködtet. Az esztétikumon kívül hasznuk, hogy kajakozásra, kishajózásra is alkalmasak. A partokat többnyire erdő vagy erdősáv kíséri, így még a város belsejében is nyugalmat, teljes kikapcsolódást nyújtanak a hullámaikon pihenni vágyóknak.
A Szigetközben két területre oszthatjuk a vízi turizmus kínálatát:
A Mosoni-Duna mellett az utóbbi 5 évben nagy fejlődés ment végbe. A legfontosabb információkkal kitáblázták a folyó partját, kempingek és sátorozóhelyek létesültek, melyekben kenu kölcsönzés, túraszervezés szolgálja a turisták kényelmét. A Felső-szigetközi Duna-ágrendszerben az elmúlt években sátorozó helyek létesültek (Dunakiliti, Cikolasziget, Kisbodak), ahol térképek segítségével ajánlanak túraútvonalakat a vendégeknek, kajakot és kenut lehet kölcsönözni, motorcsónakos túrákat kínálnak kísérővel.

### Lovaglás
A térségben több lovasudvar található, van ahol tereptúrákat szerveznek a szigetvilágba.
Máriakálnokon díjlovaglással foglalkoznak, hazai és nemzetközi versenyeket szerveznek.

### Szálláshelyek Mosonmagyaróváron és térségében
A térségben a sátorozóhelytől az ötcsillagos golfszállóig minden igényt kielégítő szálláshely megtalálható. Kedveltek a háromcsillagos mosonmagyaróvári szállodák, a magánszálláshelyek éppúgy mint a községekben található kis panziók, falusi szállások, vagy a vízparti kempingek.

### Vendégkör
A tranzit és bevásárló turizmusra jellemző egynapos vendégkört lassan felváltják a több napot térségünkben tartózkodó turisták. A német nyelvterületről vendégek csökkenését a Szlovákiából, Csehországból és más európai országokból (Svájc, Svédország, Olaszország, Franciaország) érkező turisták és a belföldi vendégek száma ellensúlyozza. Az utóbbi években megnőtt a belföldi vendégek száma, elsősorban az aktív turizmus (vízi, kerékpáros) turisták és a családi üdülések száma növekedett.